# جون إدوارد كيلي
جون إدوارد كيلي هو محرر وصحفي وسياسي أمريكي، ولد في 27 مارس 1853 في بورتاغ في الولايات المتحدة، وتوفي في 5 أغسطس 1941 في مينيابوليس في الولايات المتحدة. نشط حزبياً في الحزب الديمقراطي. وقد انتخب عضو مجلس نواب داكوتا الجنوبية ‏ وانتخب عضو مجلس النواب الأمريكي.